# Parasi
Parasi è una suddivisione dell'India, classificata come census town, di 21.206 abitanti, situata nel distretto di Sonbhadra, nello stato federato dell'Uttar Pradesh. 